# Noor

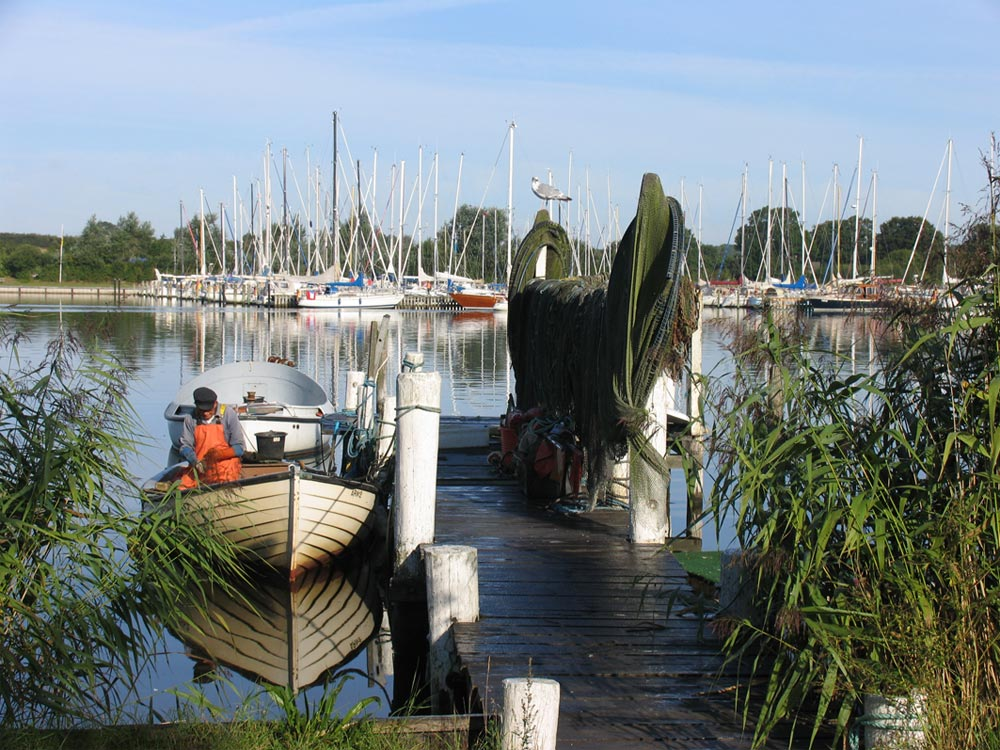
Fischer am Arnisser Noor

Das Wort Noor leitet sich vom dänischen Nor ab und bedeutet so viel wie Haff oder Strandsee. Es bezeichnet in Dänemark und im Norden Schleswig-Holsteins (Südschleswig) in der Regel einen durch eine schmale, enge Öffnung von einem größeren Gewässer fast vollständig abgetrennten, seeartigen Teil.
An der Schlei gibt es eine große Zahl von Nooren. Am bekanntesten sind das Arnisser Noor und das Haddebyer Noor, an dem die Wikingersiedlung Haithabu entstand. Das Windebyer Noor bei Eckernförde, ursprünglich ein Teil der Ostsee, ist heute ein Binnensee.
Die dänische Bezeichnung Nor kommt z. B. bei Nybøl Nor auf Jütland, bei Bøjden Nor und Kertinge Nor auf Fünen, Lindelse und Magleby Nor auf Langeland, Majbølle Nor und Søndernor auf Lolland vor. Das Korsør Nor bei  Korsør am Großen Belt ist mit ca. 10 km² das größte Noor Dänemarks.
Der Begriff ist mit dem englischen Wort narrow ‘eng’ verwandt. Im Altnordischen findet sich auch der Ausdruck Nǫrvasund für die (enge) Straße von Gibraltar. Das Wort Noor geht vermutlich auf die indogermanische Wurzel für Wasser oder Fluss, Nur, zurück. Dieser Namensbestandteil taucht in verschiedenen Fluss- und Städtenamen Europas auf.